# Sebők Miklós
Sebők Miklós (Budapest, 1923. február 23. – 1986) világbajnoki ezüstérmes magyar asztaliteniszező, edző.

## Sportolói pályafutása
Számos egyesületben versenyzett, így többek között a Dózsában, a Bástyában és a Lendületben.
1950 és 1956 között többszörös válogatott. Legnagyobb eredményeit a magyar férfi csapat tagjaként érte el.

## Nemzetközi eredmények
1950. Budapest: világbajnoki negyeddöntős, férfi egyéni
1953. Bukarest: világbajnoki ezüstérmes, férfi csapat (Gyetvai Elemér, Kóczián József, Sebők Miklós, Sidó Ferenc, Szepesi Kálmán)
1954. London: világbajnoki 4. helyezett, férfi csapat (Gyetvai Elemér, Földy László, Sebők Miklós, Sidó Ferenc)

## Belföldi eredmények
"Tízek" bajnoksága
1952. 10. helyezett (Bp. Bástya)
1953. 4. helyezett (Bp. Dózsa)
1954. 1. helyezett (Bp. Bástya)

## Válogatott mérkőzések[1]
1953.03.11. Budapest MAGYARORSZÁG – KÍNA 10:2
Földy László, Gyetvai Elemér,
Kóczián József, Sebők Miklós,
Sidó Ferenc, Szepesi Kálmán,
Almási Ágnes, Fantusz Zsuzsa,
Farkas Gizella, Kóczián Éva
1953.03.12. Budapest MAGYARORSZÁG-KÍNA 5:0
Gyetvai Elemér, Sebők Miklós, Sidó Ferenc
1953.03.20-29. VB., Románia Bukarest MAGYARORSZÁG-BRAZÍLIA 5:0
Kóczián József, Sebők Miklós, Sidó Ferenc
1953.03.20-29. VB., Románia Bukarest MAGYARORSZÁG-BULGÁRIA 5:1
Sebők Miklós, Sidó Ferenc, Szepesi Kálmán,
1954.04.06-14. VB., Anglia London MAGYARORSZÁG-INDIA 5:1
Gyetvai Elemér, Sebők Miklós, Sidó Ferenc
1954.04.06-14. VB., Anglia London MAGYARORSZÁG-ROMÁNIA 5:4
Gyetvai Elemér, Sebők Miklós, Sidó Ferenc
1954.04.06-14 VB., Anglia London MAGYARORSZÁG-SKÓCIA 5:0
Földy László, Sebők Miklós, Sidó Ferenc
1954. 04.17 Párizs MAGYARORSZÁG – FRANCIAORSZÁG 5:1
Földy László, Sebők Miklós, Sidó Ferenc, Farkas Gizella, Kóczián Éva